# Gatesville (Texas)
 For alternative betydninger, se Gatesville. (Se også artikler, som begynder med Gatesville)
Gatesville er administrationsbyen i Coryell County i Texas, USA. Der var 16.135 indbyggere ved folketællingen i 2020. Byen har fem af de ni fængsler for kvinder, der drives af Texas Department of Criminal Justice. Et af fængslerne, Patrick O'Daniel Unit, har delstatens dødsgang for kvinder.
Gatesville er en del af Killeen—Temple—Fort Cavazos statistiske storbyområde.

## Geografi
Byen ligger i den nordøstlige del af Coryell County på østsiden af Leon River som er en del Brazos River-systemet.
Byen er 48 km fra Waco, midtvejs mellem Austin og Fort Worth.
US Route 84 går gennem byen og fører til Waco 60 km mod øst og Goldthwaite 80 km mod vest. Texas State Highway 36 passerer den østlige side af byen, og fører til Hamilton 51 km mod nordvest og Temple 56 km mod sydøst.
Ifølge United States Census Bureau har Gatesville et samlet areal på 23,1 km2, hvoraf 0,001 km2, eller 0,05 %, er dækket af vand.

## Historie
Gatesville blev grundlagt i 1854 på jord doneret af Richard G. Grant (1808-1858), kort efter oprettelsen af Coryell County. Navnet blev taget fra Fort Gates, som var blevet etableret i 1849, cirka otte km mod vest for byen.
Gatesville var den vestlige endestation for Texas and St. Louis Railway, som nåede byen i 1882. Denne linje blev senere kernen i St. Louis Southwestern Railway Company, almindeligvis kendt som Cotton Belt.

## Fængsler
Gatesville er hjemsted for flere fængsler, der drives af Texas Department of Criminal Justice, herunder Patrick O'Daniel Unit, som huser dødsgangen for kvinder. Gatesville ligger i den nordlige udkant af Fort Cavazos, og er som sådan også afhængig af militæret for en del af sin økonomi (udover Fort Cavazos er et stort militært køretøjsværksted placeret på østsiden af byen).
I 2012 beskæftigede fængslerne i Gatesville-området 2.600 mennesker. De fleste af de ansatte bor i Coryell County. Timothy F. Orwig (født 1949) fra Cove Herald har udtalt: "Fængselsbetjente i grå uniformer har været et almindeligt syn i byens forretninger i årevis, og jobbet som 'fængselsboss' var engang et højt anset karrierevalg i Gatesville."
Af de otte Texas Department of Criminal Justice generelle kriminalforsorgsfaciliteter for kvinder, som omfatter fem fængsler og tre statsfængsler, fem af enhederne, inklusive fire fængsler og et statsfængsel, i City of Gatesville.
Af de ni kvindefængsler under Texas Department of Criminal Justice ligger fem i byen Gatesville.
Der er også et fængsel for mænd, Alfred D. Hughes Unit, i Gatesville. I 2012 udgjorde de 5.552 kvindelige fanger og 2.958 mandlige fanger over halvdelen af byens befolkning.